# Villar San Costanzo
Villar San Costanzo (piemontiul: Ël Vilar San Costans, okcitánul: Vilar San Coustans) település Olaszországban, Piemont régióban, Cuneo megyében. Lakosainak száma 1549 fő (2023. január 1.). Villar San Costanzo Busca, Dronero és Roccabruna községekkel határos.

## Népesség
A település lakossága az elmúlt években az alábbi módon változott:
| Lakosok száma | 1535 | 1576 | 1549 |
|               | 2017 | 2018 | 2023 |